# Джеймс Гаррісон
Джеймс Гаррісон (англ. James Harrison; 27 грудня 1936, Сідней — 17 лютого 2025) — донор крові із Австралії. Відомий також як «Людина із золотою рукою». Потрапив у Книгу рекордів Гіннеса за те, що здав кров близько 1000 разів, врятувавши цим життя приблизно 2 мільйонів новонароджених.

## Біографія
Джеймс Гаррісон народився 27 грудня 1936 року. В 14-річному віці він переніс серйозну операцію, після котрої терміново потребував приблизно 13 літрів донорської крові. По завершенню операції він перебував у лікарні протягом трьох місяців. Розуміючи, що донорська кров врятувала його життя, Джеймс пообіцяв стати донором, щойно йому виповниться 18 років. Він дотримався обіцянки, і з того часу здав кров вже близько тисячі разів. Цей показник є світовим рекордом.
У крові Гаррісона було виявлено антитіла, котрі допомагають реципієнтам уникнути резус-конфлікту. На основі неї було розроблено вакцину, котра у більшості випадків дозволяє уникнути смертельно небезпечної проблеми резус-конфлікту між матір'ю та дитиною.
Життя Джеймса застраховане на мільйон доларів.

## Нагороди
Джеймс Гаррісон — кавалер Ордену Австралії. Його було нагороджено 7 липня 1999 року. Також Гаррісона було номіновано на звання «Австралієць року», але він не здобув його.